# Moralo Club Polideportivo

Escudo original MCP.

El Moralo Club Polideportivo es un equipo de fútbol español de Navalmoral de la Mata (Cáceres). Fue fundado el 4 de julio de 1923 como Moralo C. F. para llamarse posteriormente Moralo C. P. a partir del 14 de mayo de 1955 por un proyecto en el que se iba a abarcar más deportes en una futura ciudad deportiva. Juega en la actualidad en el Grupo XIV de la Tercera Federación, mientras que sus equipos filiales son el "B" que juega en el grupo I de la Primera División Extremeña, y el Juvenil que lo hace en el grupo XI de la Liga Nacional.

## Inicios
Según relata en sus libros José Luis Camacho Rosell, investigador y autor de Historia del Moralo C.P. 1921-1999 y 100 Años de Historia del Moralo Club Polideportivo 1923-2023, que durante el verano de 1921, los pocos estudiantes que tenía Navalmoral, no más de veinte, volvían a sus casas para disfrutar de las vacaciones de verano. La mayoría de ellos eran vecinos y conocidos que fueron practicando el foot-ball como principal deporte y distracción motivados, sobre todo, por las hazañas balompédicas de las figuras de la época. 
Aparte de ese grupo de jóvenes, casi nadie más lo jugaba porque tampoco estaba bien visto. Era bastante costoso por el tema de la indumentaria y el balón. Al principio se valían de pelotas de trapo o de goma que ellos mismos fabricaban, ya que los primeros balones reglamentarios consistían en tiras longitudinales de cuero, cerradas con duros cordajes. Estos representaban un peligro para los jugadores que querían rematar de cabeza, ya que podían herirse. Por ello, algunos jugadores usaban como protecciones en la cabeza unos vendajes conocidos como chichoneras. 
De prado en prado y con las porterías americanas a cuesta, de madera, concretamente unos palos de la luz que fueron donados por el tío Florencio, que se instalaban cuando había un partido de los llamados oficiales, se estaba realizando el aprendizaje de estos futuros futbolistas. Todos tenían entre 13 y 18 años. Se puede afirmar, pues, que la fecha oficial del comienzo futbolístico en Navalmoral se remonta al verano de 1921. 
En los años siguientes ya hay pruebas documentadas de que empiezan a jugarse, de forma habitual, partidos contra otras poblaciones. El uniforme del equipo era camiseta verde de puños blancos y el escudo bordado sobre ella, que se abrochaba con un cordón, las calzonas de color azul y las medias, con dos rayas, blancas.

## Jugadores y cuerpo técnico

### Altas y bajas 2020-21
| Altas                         |                |                         |  |
| Jugador                       | Posición       | Procedencia             |  |
| Adrián Real Canales           | Portero        | Jerez CF                |  |
| Mike Jeffrey Cordero Vélez    | Portero        | Extremadura UD B        |  |
| Víctor Manuel Carretero Colo  | Defensa        | Arroyo CP               |  |
| Andoni Andrés Borbolla        | Defensa        | CD Eldense              |  |
| Arturo Galán Minaya           | Defensa        | CD Móstoles             |  |
| Álvaro Encabo Alcón           | Defensa        | Arroyo CP               |  |
| Víctor Manuel Arribas Collado | Defensa        | SD Formentera           |  |
| Francisco Perujo Segura       | Defensa        | SFC Minerva             |  |
| José Manuel Écija Caballero   | Centrocampista | CD Calamonte            |  |
| Adama Fofana                  | Centrocampista | Club Deportiva Minera   |  |
| Roberto Nuevo González        | Centrocampista | CD Toledo               |  |
| Samuel Akisko                 | Centrocampista | Agrupación Estudiantil  |  |
| Borja Cabanillas Hidalgo      | Centrocampista | Bergantiños FC          |  |
| Clifford Godway Hanson        | Delantero      | Extremadura UD Juvenil  |  |
| Leslie Adeniah                | Delantero      | Extremadura UD Juvenil  |  |
| David Eliezer Salomé Sjarpe   | Delantero      | CD Eldense              |  |
| Juan Manuel Barbero Gándara   | Delantero      | SD Borja                |  |
| Edgar Agudo González          | Delantero      | Arandina Club de Fútbol |  |

| Bajas                         |                |                                            |  |
| Jugador                       | Posición       | Destino                                    |  |
| Sergio Moya Romero            | Portero        | UP Plasencia                               |  |
| Federico Bonansea             | Portero        | Club Atlético Unión                        |  |
| Javier Torres Gómez           | Portero        | Agrupación Deportiva Torpedo 66            |  |
| Álvaro Muguruza Vegas         | Defensa        | Águilas FC                                 |  |
| Sergio Jesús Noche Márquez    | Defensa        | UP Plasencia                               |  |
| Xavier Carmona Velasco        | Defensa        | Unió Esportiva Sant Julià                  |  |
| Pedro Caballero Toro          | Defensa        | EMD Aceuchal                               |  |
| Ezequiel Silva Vargas         | Defensa        | CP Chinato                                 |  |
| Luis Lozano Jiménez           | Defensa        | Club Deportivo Naval                       |  |
| Juan José Chavalés Barra      | Defensa        | CD Eldense                                 |  |
| Sergio Alonso Expósito        | Centrocampista | Agente Libre                               |  |
| Jocelyn Aimeric Kola          | Centrocampista | UP Plasencia                               |  |
| Pablo Margallo Lozano         | Centrocampista | EMD Aceuchal                               |  |
| Paul Quaye                    | Centrocampista | Agente Libre                               |  |
| Hêndrio Araújo da Silva       | Centrocampista | Calvo Sotelo de Puertollano Club de Fútbol |  |
| Juan Antonio Gómez González   | Centrocampista | Club Deportivo Huétor Vega                 |  |
| Rubén Miguel Jesús Fale       | Delantero      | CD Miajadas                                |  |
| Aarón Fernández Sorroche      | Delantero      | UP Plasencia                               |  |
| José Antonio Prieto Hernández | Delantero      | CD Eldense                                 |  |
| Eric Franc Same Mfoumou       | Delantero      | UD Ciudad de Torredonjimeno                |  |
| Raúl Gordo Rodríguez          | Delantero      | Jaraíz CF                                  |  |

## Junta Directiva 2020-2021
| Organigrama       |                          |  |
| Directivo         | Cargo                    |  |
| Horacio López Gil | Presidente               |  |
| Bandera de España | Vicepresidente           |  |
| Bandera de España | Secretario               |  |
| Bandera de España | Director deportivo       |  |
| Bandera de España | Director de Comunicación |  |
| Bandera de España | Vocal                    |  |
| Bandera de España | Vocal                    |  |

## Instalaciones
Estadio

Vista desde el palco.

De tierra, de césped natural y ahora de césped artificial. El Municipal de los Deportes de Navalmoral estrenó rectángulo de juego con el primer partido de la temporada 2012-13, correspondiente a la segunda jornada de Liga en Tercera División, entre el Moralo CP y el CP Cacereño B. Pasó a engrosar un poco más la historia del club de Navalmoral, investigada, seguida y detallada, como queda dicho, por José Luis Camacho Rosell.

El 23 de abril de 1952 se inauguró la actual ubicación del campo de fútbol con un encuentro amistoso entre equipos formados por jugadores moralos. Eso sí, curiosamente se perdió esa situación años después, la orientación del rectángulo de juego era con una portería hacia la sierra de Gredos y otra hacia la Piedra Caballera. Apenas duró esa situación tres años ya que en 1955, una vez formado el Moralo CF, la orientación del campo pasó a ser de oeste a este, como en la actualidad. La remodelación marcó un hito lógicamente en la evolución del equipo ya que entonces comenzó a competir oficialmente en la campaña 1955-56. Aquella gran mejora en el Municipal de entonces, supuso contar con un campo de tierra de 100x60 metros. El 8 de diciembre de 1955, con un partido amistoso benéfico entre el Moralo y el Cacereño que finalizó con empate a dos goles, se inauguraron las nuevas instalaciones.

Vista desde el fondo oeste.

La llegada de la hierba natural al rectángulo de juego se produjo en la tercera campaña consecutiva en Tercera División, en el grupo X con extremeños y andaluces. Hasta el 19 de septiembre de 1982, con la disputa de la tercera jornada de Liga, no pudo estrenar el Moralo el nuevo campo frente al Don Benito, a quien venció por la mínima. La jornada inaugural, ante el Extremadura, la tuvo que jugar el cuadro verde como local en Jaraíz para que precisamente el césped creciera y se agarrara en condiciones.
Después el campo ha pasado por diferentes etapas en las que ha tenido mejor o peor aspecto con hierba natural siendo escenario de grandes gestas del ya Moralo CP, como los ascensos a Segunda División B y la disputa, por supuesto, de encuentros en esa categoría de bronce del fútbol español con clubes históricos. Eso incluso permitió dar de nuevo un lavado de cara a las instalaciones y mínimamente al rectángulo de juego ampliando sus dimensiones.

Ahora le llega el turno a la nueva superficie, a la del césped sintético que se instaló el verano del 2012. Las dimensiones actuales son de 105x64 metros, medidas que han estrechado claramente el campo debido en parte a las porterías colocadas en los laterales para los campos de fútbol 7 que se dibujan a lo ancho. El graderío es en forma de U, ya que en el fondo Este existe una pequeña pista polideportiva que impide gradas. La más antigua es la más amplia, el lateral Sur, que además en sus bajos cobija vestuarios, sala de prensa y reuniones, lavandería, almacén y aseos. En el otro lateral, el Norte, apenas existen tres escalones de gradas igualmente que recorren toda la banda del rectángulo de juego. La grada del fondo Oeste es de bastante más capacidad que esa última y alberga vestuarios y sala de almacén también.

Vista desde el fondo este.

En noviembre de 2022, se instalan, por fin, los asientos en la grada. Con ello, la capacidad se reduce y se fija en un total de 2228 entre verdes y blancos, formando el nombre Moralo CP en la tribuna principal cubierta y el año 1923 en el fondo Oeste.

## Palmarés
- 1979-80. Campeón de Primera División Extremeña.
- 1992-93. Campeón de Tercera División de España - Grupo XIV.
- 1996-97. Ascenso a Segunda División B de España - (subcampeón Tercera División Grupo XIV).
- 2001-02. Ascenso a Segunda División B de España - (tercer clasificado Tercera División Grupo XIV).
- 2020-21. Campeón de Copa Real Federación Española de Fútbol (Fase Autonómica).
- 2021-22. Campeón de Copa Real Federación Española de Fútbol (Fase Autonómica).

## Datos históricos
En mayo de 2005 celebró su 50.º aniversario (como denominación Club Polideportivo) y asistió al acto Joaquín Caparrós, entrenador del Moralo CP durante la temporada 1995-1996. Se realizó una exposición organizada por el exjugador e investigador del club José Luis Camacho Rosell persona que ha recopilado los datos históricos que vienen a continuación. Actualizado a 1 de febrero de 2021.

### Jugadores con más partidos
- Alberto López García 'Tito' (666 partidos).
- Mario Aragón González (533 partidos).
- Pulido (494 partidos).
- Modesto (404 partidos).
- Miguel Márquez (343 partidos).
- Pedro Pablo (331 partidos).

### Jugadores con más goles en todas las competiciones
- Francisco Casas 'Kopa' (152 goles).
- Paulino Fernández Ruiz 'Polín' (82 goles).
- Fernando Albacete Anquela (73 goles).
- Lín (71 goles).
- Raúl Gordo Rodríguez 'Rulo' (70 goles).
- Jonathan Gómez Fernández 'Yoni' (67 goles).
- Alberto López García 'Tito' (64 goles).
- Miguel Ángel Pulido (61 goles).
- Benito Pineda Herrera 'Besale' (59 goles).
- Trigueros (53 goles).
- Floro (51 goles).
- Juanma (51 goles).
- Mario Aragón González (49 goles).
- Jarillo (48 goles).

### Jugadores con más goles en 3.ª División
- Fernando Albacete ANQUELA (69 goles).
- Daniel Arias García “DAARGA” (68 goles)
- Raúl Gordo Rodríguez “RULO” (64 goles).
- Alberto López García “TITO” (58 goles).
- Jonathan Gómez Fernández “YONI” (54 goles).
- Miguel Ángel PULIDO Altamirano (53 goles).
- Benito Pineda Herrera 'Besale' (51 goles).
- JUANMA (49 goles).
- TRIGUEROS (49 goles).
- SUSI (42 goles).

### Jugadores más jóvenes en debutar
- Lín (14 años y 6 meses).
- Cruza (14 años y 9 meses).
- Francisco Carrasco (15 años y 4 meses).
- Mario Aragón (15 años y 5 meses).
- Juan González Torralvo (15 años y 6 meses).

### Entrenadores con más partidos
- Miguel Ángel Iglesias de la Llave (332 partidos).
- Salvador Navarro (298 partidos).
- Félix Fernández Montañés 'Roji' (278 partidos).
- Carlos Sánchez Escribano (153 partidos).
- Juan Ojalvo (114 partidos).

### Presidentes más destacados
- José Vizcaíno García
- Joaquín Martín Manzano
- Fernando Nebreda
- Luis Duque Luengo
- Basilio Rebate
- Delfín Machuca
- Antonio Aldana Carballo
- Nicolás Rivero Sánchez

### Goles más importantes
- Luis GRAJERA (1955-56 en Tercera, gol 1 en todas las categorías federadas).
- LOREN (1982-83 en Tercera, gol 1000 en Liga en todas las categorías).
- Antonio AGUILERA González (1994-95 en Tercera, gol 1000 en todas las categorías federadas).
- José María SIMÓN Martínez (1996-97 en Tercera, gol 2000 en Liga en todas las categorías).
- José María SIMÓN Martínez (1997-98, gol 1 en Segunda B)
- EMILIO RODRÍGUEZ Pérez (2002-03, gol 100 en Segunda B).
- Alejandro PINTADO Bergas (2010-11 en Tercera, gol 2.700 en Liga en todas las categorías).

## Historial
3.ª División, grupo XIV
- 2024-25 (10.º puesto, 46 puntos).
- 2023-24 (5.º puesto, 53 puntos. Eliminado en la semifinal autonómica del playoff de ascenso por el Coria al perder 0-2 en casa y 4-1 fuera).
- 2022-23 (3.º puesto, 55 puntos. Eliminado en la final autonómica del playoff de ascenso por el Azuaga al perder 0-2 en casa y ganar 1-2 fuera. En semifinal venció 0-1 al Olivenza en la ida y empató 1-1 en la vuelta).
- 2021-22 (2.º puesto, 52 puntos. Eliminado en la final autonómica directa del playoff de ascenso por el Llerenense al perder 0-1 en el campo neutral de Almendralejo. En semifinal directa venció 3-0 al Arroyo, también en Almendralejo).
- 2020-21 (3.º puesto, 42 puntos, subgrupo A. 4.º clasificado en grupo de ascenso. Eliminado en semifinal directa del playoff al perder 0-1 con Diocesano en Navalmoral).
- 2019-20 (5.º puesto, 52 puntos. Temporada finalizada en la jornada 28 por la COVID-19).
- 2018-19 (3.º puesto, 80 puntos. Eliminado en 2.ª ronda de fase de ascenso por Linares Deportivo tras ganar 2-0 en casa y perder 2-0 fuera (5-4 en los penaltis). En la 1.ª ronda superó al Horta de Barcelona al empatar 0-0 en la ida y vencer 0-1 en la vuelta).
- 2017-18 (5.º puesto, 79 puntos).
- 2016-17 (9.º puesto, 52 puntos).
- 2015-16 (12.º puesto, 44 puntos).
- 2014-15 (6.º puesto, 65 puntos).

Reg Preferente, grupo I
- 2013-14 (2.º puesto, 71 puntos). En la fase de ascenso elimina al Oliva (0-1 a domicilio y 2-2 en casa) y supera la eliminatoria definitiva al empatar con el Valdivia (0-0 en casa y 1-1 fuera).

3.ª División, grupo XIV
- 2012-13 (18.º puesto, 38 puntos).
- 2011-12 (16.º puesto, 40 puntos).
- 2010-11 (8.º puesto, 54 puntos).
- 2009-10 (14.º puesto, 43 puntos).
- 2008-09 (7.º puesto, 51 puntos).
- 2007-08 (10.º puesto, 48 puntos).
- 2006-07 (12.º puesto, 47 puntos).
- 2005-06 (14.º puesto, 45 puntos).
- 2004-05 (4.º puesto, 76 puntos. Eliminado en 1.ª ronda de fase de ascenso por Villanueva de Córdoba tras ganar 2-1 en la ida y perder 2-0 en la vuelta).
- 2003-2004 (12.º puesto, 47 puntos).

2.ª División B, grupo IV
- 2002-03 (18.º puesto, 37 puntos).

3.ª División, grupo XIV
- 2001-02 (3.º puesto, 79 puntos. Campeón de grupo de ascenso, con 14 puntos de 4 victorias, 2 empates y ninguna derrota, en liguilla de ascenso ante Mármol Macael, Jerez Industrial y Tomelloso).
- 2000-01 (5.º puesto, 77 puntos).
- 1999-2000 (11.º puesto, 48 puntos).

2.ª División B, grupo IV
- 1998-99 (19.º puesto, 31 puntos).

2.ª División B, grupo I
- 1997-98 (14.º puesto, 43 puntos).

3.ª División, grupo XIV
- 1996-97 (2.º puesto, 85 puntos. Campeón de grupo de ascenso, con 12 puntos de 3 victorias, 3 empates y ninguna derrota, en liguilla de ascenso ante Tomelloso, Linares y Ayamonte).
- 1995-96 (3.º puesto, 79 puntos. Subcampeón de grupo de ascenso, con 8 puntos de 2 victorias, 2 empates y 2 derrotas, en liguilla de ascenso ante Manchego, Motril y San Fernando).
- 1994-95 (6.º puesto, 52 puntos).
- 1993-94 (5.º puesto, 52 puntos).
- 1992-93 (Campeón, 64 puntos. 4.º de grupo de ascenso, con 3 puntos de ninguna victoria, 3 empates y 3 derrotas, en liguilla de ascenso ante Mármol Macael, Conquense y San Fernando).
- 1991-92 (3.º puesto, 58 puntos. 3.º de grupo de ascenso, con 5 puntos de 1 victoria, 3 empates y 2 derrotas, en liguilla de ascenso ante Toledo, Algeciras y Mármol Macael).
- 1990-91 (10.º puesto, 41 puntos).
- 1989-90 (11.º puesto, 36 puntos).
- 1988-89 (9.º puesto, 42 puntos).
- 1987-88 (4.º puesto, 52 puntos).
- 1986-87 (6.º puesto, 47 puntos).
- 1985-86 (6.º puesto, 48 puntos).
- 1984-85 (8.º puesto, 37 puntos).
- 1983-84 (7.º puesto, 44 puntos).

3.ª División, grupo X
- 1982-83 (18.º puesto, 24 puntos).
- 1981-82 (15.º puesto, 32 puntos).
- 1980-81 (9.º puesto, 39 puntos).

3.ª División, grupo XIV
- 1958-59 (16.º puesto, 9 puntos).
- 1957-58 (7.º puesto, 39 puntos).

3.ª División, grupo XIII
- 1956-57 (4.º puesto, 26 puntos).

3.ª División, grupo XIV
- 1955-56 (10.º puesto, 5 puntos).